# Oltár-kői barlang

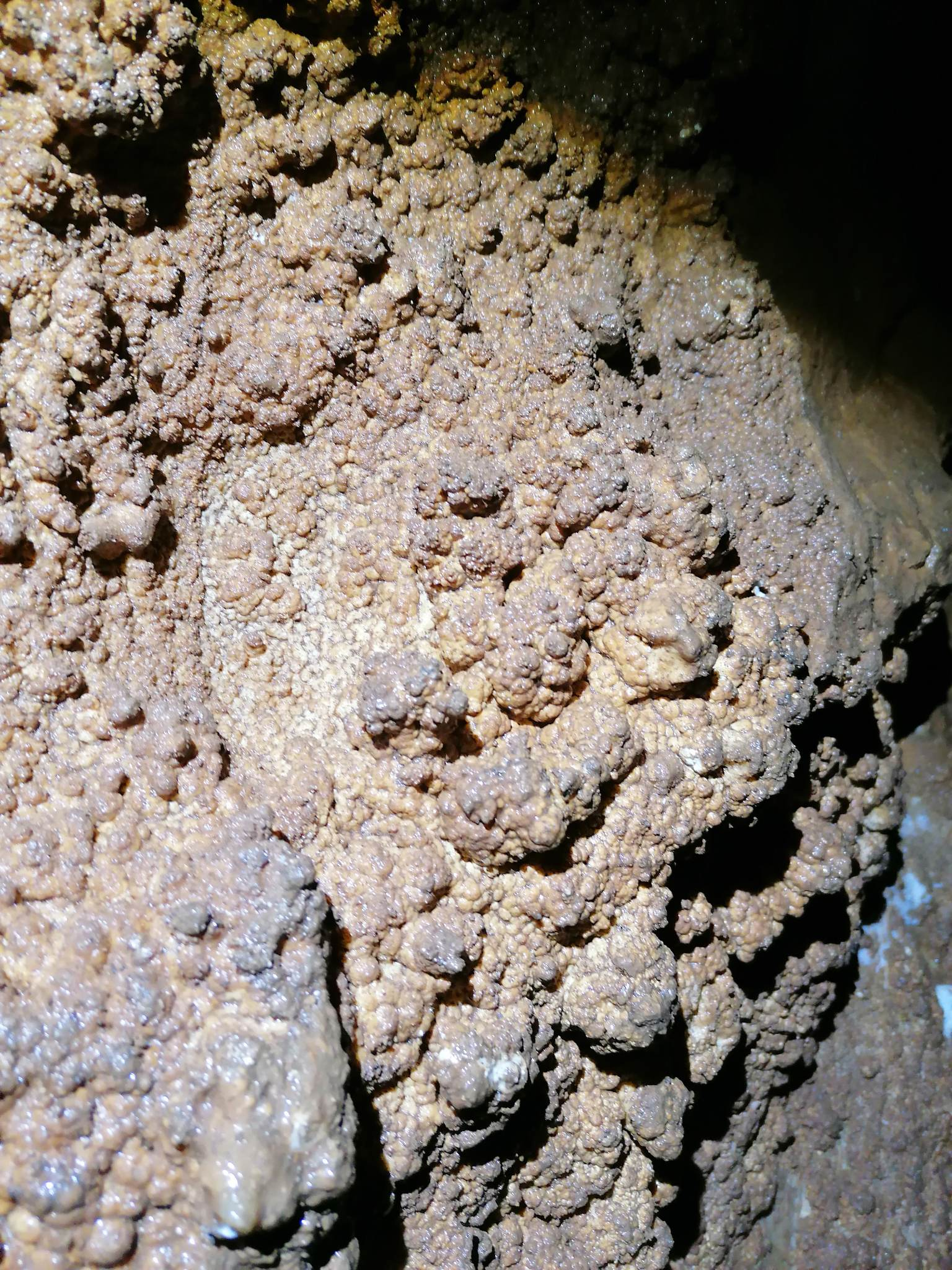
Hévizes képződmények

Az Oltár-kői barlang az Aggteleki-karszt területén, a Nagy-oldal tömbjében, fokozottan védett területen, triász mészkőben található. 2021 tavaszán, terepbejárás során találták meg a jellegzetes, ám kicsiny beszakadást, melyet megbontottak. Jelenleg az Erózió-team tagjai kutatják. Felmért hosszúsága 21, mélysége 7 méter, kataszteri száma 5440-56.